# Гайсинська діброва
Гайсинська діброва — ботанічна пам'ятка природи місцевого значення. Розташована на території Михайлівської сільської ради Гайсинського району Вінницької області (Гайсинське лісництво, кв. 70 діл. 6, кв.71 діл. 14) поблизу с. Михайлівка. Оголошена відповідно до рішення Вінницького облвиконкому від 29.08.1984 р. № 371. Охороняється високопродуктивне еталонне дубово-ясенове насадження віком 100 років.